# Wilfrid J. Dufault
Wilfrid Joseph Dufault AA (* 11. Dezember 1907 in Spencer; † 24. Februar 2004) war ein US-amerikanischer Priester und Generalprior der Assumptionisten.

## Leben
Wilfrid J. Dufault trat der Ordensgemeinschaft der Assumptionisten bei, legte die Profess 1929 ab und empfing am 24. Februar 1934 die Priesterweihe. Er wurde 1952 zum Generalprior des Assumptionisten gewählt.
Er nahm an allen Sitzungsperioden des Zweiten Vatikanischen Konzils teil. Von seinem Amt trat er 1969 zurück.